# Teresa Krones
Teresa Krones (Ihr größter Erfolg) è un film del 1934 diretto da Johannes Meyer.

## Produzione
Il film fu prodotto dalla Cine-Allianz Tonfilmproduktions GmbH e dalla T.K. Tonfilm-Produktion GmbH.

## Distribuzione
Distribuito dalla Casino Film Exchange, uscì nelle sale cinematografiche tedesche presentato a Stoccarda il 20 dicembre 1934.